# 제2엽기병연대 (프로이센)
제2엽기병연대(독일어: Jäger-Regiment zu Pferde Nr. 2)는 프로이센 육군의 기병연대 중 하나다. 1905년 10월 1일 랑겐잘차에서 편성되어 제11육군단 제38사단에 속했다.

## 역대 연대장
1. 루이 폰 브라우히치 중령: 1905년 10월 1일-1911년 3월 19일
2. 헤르만 조울 중령: 1911년 3월 20일-1914년 3월 21일
3. 페도어 폰 뮐러 중령: 1914년 3월 22일-1918년 4월 30일
4. 알베르트 쇤 소령: 1918년 3월 1일-1919년

## 참고 문헌
- Schulz, Hugo (1992). 《Die preussischen Kavallerie-Regimenter 1913/1914 nach dem Gesetz vom 3. Juli 1913》. Augsburg: Weltbild. 132–133쪽. ISBN 3893503439.